# Rena (Espagne)
Pour les articles homonymes, voir Rena.
Rena est une commune d’Espagne, dans la province de Badajoz, communauté autonome d'Estrémadure.

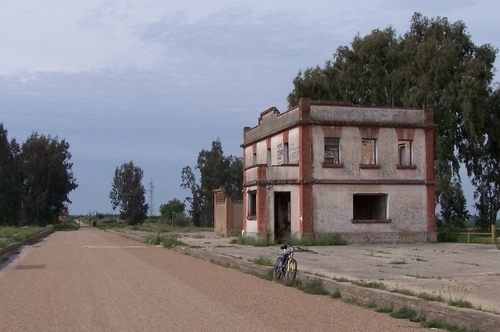
Ancienne gare de Rena à 10 km de Villanueva de la Serena sur l'actuel.